# Saison 2011-2012 du Real Madrid
Maillots
Dernière mise à jour : 13 mai 2012.
Chronologie
Saison précédente Saison suivante
La saison 2011-2012 du Real Madrid permet au club de disputer la supercoupe d'Espagne, la liga BBVA, la coupe du roi et la ligue des champions.
Cette saison est par ailleurs la 81e du club en liga. 

## Effectif professionnel

### Onze de départ (toutes compétitions)
(Mis à jour le 13 mai 2012)
| \| No. \| Pos. \| Joueur \| Titulaire \| Notes \| \| --- \| ---- \| ----------------- \| --------- \| ----------------------------- \| \| 1 \| GK \| Iker Casillas \| 53 \| \| \| 3 \| DC \| Pepe \| 45 \| Varane a 13 titularisations \| \| 4 \| DC \| Sergio Ramos \| 50 \| \| \| 17 \| DD \| Álvaro Arbeloa \| 37 \| Carvalho a 12 titularisations \| \| 12 \| DG \| Marcelo \| 39 \| Coentrão a 23 titularisations \| \| 6 \| MR \| Sami Khedira \| 33 \| Diarra a 21 titularisations \| \| 14 \| MDF \| Xabi Alonso \| 50 \| \| \| 10 \| MO \| Mesut Özil \| 44 \| Di María a 23 titularisations \| \| 9 \| SA \| Karim Benzema \| 40 \| Kaká a 25 titularisations \| \| 7 \| AiG \| Cristiano Ronaldo \| 54 \| \| \| 20 \| AC \| Gonzalo Higuaín \| 28 \| Callejón a 11 titularisations \| | Casillas (C) Arbeloa Pepe Ramos Marcelo Khedira Alonso Özil Benzema Ronaldo Higuaín |                   |           |                               |
| No. | Pos.                                                                                | Joueur            | Titulaire | Notes                         |
| 1 | GK                                                                                  | Iker Casillas     | 53        |                               |
| 3 | DC                                                                                  | Pepe              | 45        | Varane a 13 titularisations   |
| 4 | DC                                                                                  | Sergio Ramos      | 50        |                               |
| 17 | DD                                                                                  | Álvaro Arbeloa    | 37        | Carvalho a 12 titularisations |
| 12 | DG                                                                                  | Marcelo           | 39        | Coentrão a 23 titularisations |
| 6 | MR                                                                                  | Sami Khedira      | 33        | Diarra a 21 titularisations   |
| 14 | MDF                                                                                 | Xabi Alonso       | 50        |                               |
| 10 | MO                                                                                  | Mesut Özil        | 44        | Di María a 23 titularisations |
| 9 | SA                                                                                  | Karim Benzema     | 40        | Kaká a 25 titularisations     |
| 7 | AiG                                                                                 | Cristiano Ronaldo | 54        |                               |
| 20 | AC                                                                                  | Gonzalo Higuaín   | 28        | Callejón a 11 titularisations |

### Buteurs (toutes compétitions)
(à jour après le match Real Madrid 4-1 RCD Majorque, le 13 mai 2012)
| Rang | Joueur            | Liga BBVA | Supercopa de España | Copa del Rey | Ligue des Champions | Total |
| ---- | ----------------- | --------- | ------------------- | ------------ | ------------------- | ----- |
| 1    | Cristiano Ronaldo | 46        | 1                   | 3            | 10                  | 60    |
| 2    | Karim Benzema     | 21        | 1                   | 3            | 7                   | 32    |
| 3    | Gonzalo Higuaín   | 22        | 0                   | 1            | 3                   | 26    |
| 4    | José Callejón     | 5         | 0                   | 3            | 5                   | 13    |
| 5    | Kaká              | 5         | 0                   | 0            | 3                   | 8     |
| 6    | Ángel Di María    | 5         | 0                   | 0            | 2                   | 7     |
| 6    | Mesut Özil        | 4         | 1                   | 0            | 2                   | 7     |
| 8    | Sergio Ramos      | 3         | 0                   | 0            | 1                   | 4     |
| 8    | Sami Khedira      | 2         | 0                   | 1            | 1                   | 4     |
| 10   | Marcelo           | 3         | 0                   | 0            | 0                   | 3     |
| 11   | Raphaël Varane    | 1         | 0                   | 1            | 0                   | 2     |
| 11   | Xabi Alonso       | 1         | 1                   | 0            | 0                   | 2     |
| 13   | Hamit Altıntop    | 1         | 0                   | 0            | 0                   | 1     |
| 13   | Pepe              | 1         | 0                   | 0            | 0                   | 1     |
| 13   | Joselu            | 0         | 0                   | 1            | 0                   | 1     |
| 13   | Nuri Şahin        | 0         | 0                   | 1            | 0                   | 1     |

(Les chiffres ci-dessus ne sont valables que pour les matchs officiels)
- Récapitulatif des buteurs madrilènes lors des matchs amicaux de la saison 2011-2012
  - 9 buts : Karim Benzema
  - 8 buts : Cristiano Ronaldo
  - 3 buts : José Callejón et Ángel Di María
  - 2 buts : Mesut Özil
  - 1 buts : Sergio Ramos, Gonzalo Higuaín, Kaká, Sami Khedira, Jesé et Joselu

### Passeurs décisifs (toutes compétitions)
| Rang | Joueur            | Liga BBVA | Supercopa de España | Copa del Rey | Ligue des Champions | Total |
| ---- | ----------------- | --------- | ------------------- | ------------ | ------------------- | ----- |
| 1    | Mesut Özil        | 17        | 0                   | 4            | 3                   | 24    |
| 2    | Ángel Di María    | 15        | 0                   | 0            | 1                   | 16    |
| 3    | Cristiano Ronaldo | 12        | 0                   | 0            | 3                   | 15    |
| 4    | Karim Benzema     | 11        | 2                   | 0            | 5                   | 18    |
| 5    | Kaká              | 11        | 0                   | 0            | 5                   | 12    |
| 6    | Xabi Alonso       | 9         | 0                   | 0            | 1                   | 10    |
| 7    | Marcelo           | 5         | 0                   | 0            | 4                   | 9     |
| 7    | Gonzalo Higuaín   | 7         | 0                   | 1            | 1                   | 9     |
| 9    | Sergio Ramos      | 5         | 1                   | 0            | 1                   | 7     |
| 10   | Álvaro Arbeloa    | 3         | 0                   | 0            | 0                   | 3     |
| 10   | Fábio Coentrão    | 3         | 0                   | 0            | 0                   | 3     |
| 10   | Sami Khedira      | 2         | 0                   | 1            | 0                   | 3     |
| 13   | Esteban Granero   | 1         | 0                   | 1            | 0                   | 2     |
| 13   | José Callejón     | 0         | 0                   | 2            | 0                   | 2     |
| 13   | Pepe              | 0         | 2                   | 0            | 0                   | 2     |
| 16   | Lassana Diarra    | 0         | 0                   | 0            | 1                   | 1     |
| 16   | Raphaël Varane    | 0         | 0                   | 0            | 1                   | 1     |
| 16   | Ricardo Carvalho  | 1         | 0                   | 0            | 0                   | 1     |

(Les chiffres ci-dessus ne sont valables que pour les matchs officiels)
- Récapitulatif des passeurs madrilènes lors des matchs amicaux de la saison 2011-2012
  - 4 passes : Karim Benzema et Mesut Özil
  - 3 passes : Xabi Alonso et Marcelo
  - 2 passes : José Callejón et Sami Khedira
  - 1 passes : Ángel Di María, Cristiano Ronaldo, Fábio Coentrão, Kaká et Hamit Altıntop

## Recrutement

### Arrivées
| Joueur          | Nationalité | Âge | Poste                       | Type de transfert | Durée        | Indemnité       | Période       | Provenance                        |
| --------------- | ----------- | --- | --------------------------- | ----------------- | ------------ | --------------- | ------------- | --------------------------------- |
| Nuri Şahin      | Turquie     | 22  | Milieu                      | Achat             | 6 ans (2017) | 10 millions d'€ | Mercato d'été | Borussia Dortmund (Bundesliga)    |
| José Callejón   | Espagne     | 24  | Attaquant                   | Achat             | 5 ans (2016) | 5 millions d'€  | Mercato d'été | Espanyol de Barcelone (Liga BBVA) |
| Hamit Altıntop  | Turquie     | 28  | Milieu                      | Achat             | 4 ans (2015) | Gratuit         | Mercato d'été | Bayern Munich (Bundesliga)        |
| David Mateos    | Espagne     | 24  | Défenseur                   | Retour de prêt    | -            | -               | Mercato d'été | AEK Athènes (Alpha Ethniki)       |
| Royston Drenthe | Pays-Bas    | 24  | Défenseur / Milieu / Ailier | Retour de prêt    | -            | -               | Mercato d'été | Hercules Alicante (Liga BBVA)     |
| Raphaël Varane  | France      | 18  | Défenseur / Milieu          | Achat             | 6 ans (2017) | 10 millions d'€ | Mercato d'été | Racing Club de Lens (Ligue 2)     |
| Fábio Coentrão  | Portugal    | 23  | Défenseur / Milieu          | Achat             | 5 ans (2016) | 30 millions d'€ | Mercato d'été | Benfica Lisbonne (Liga Sagres)    |

### Départs
| Joueur            | Nationalité | Âge | Poste              | Type de transfert | Durée        | Indemnité        | Période       | Destination                               |
| ----------------- | ----------- | --- | ------------------ | ----------------- | ------------ | ---------------- | ------------- | ----------------------------------------- |
| Jerzy Dudek       | Pologne     | 38  | Gardien            | Retraite          | -            | -                | Mercato d'été | -                                         |
| Emmanuel Adebayor | Togo        | 27  | Attaquant          | Retour de prêt    | -            | -                | Mercato d'été | Manchester City (Barclays Premier League) |
| David Mateos      | Espagne     | 24  | Défenseur          | Prêt              | 1 an (2012)  | -                | Mercato d'été | Real Saragosse (Liga BBVA)                |
| Pablo Sarabia     | Espagne     | 19  | Milieu / Ailier    | Achat             | 5 ans (2016) | 3 millions d'€   | Mercato d'été | Getafe CF (Liga BBVA)                     |
| Ezequiel Garay    | Argentine   | 24  | Défenseur          | Achat             | 2 ans (2013) | 5,5 millions d'€ | Mercato d'été | Benfica Lisbonne (Liga Sagres)            |
| Pedro León        | Espagne     | 24  | Milieu / Ailier    | Prêt              | 2 an (2013)  | -                | Mercato d'été | Getafe CF (Liga BBVA)                     |
| Sergio Canales    | Espagne     | 20  | Milieu             | Prêt              | 1 an (2012)  | 1 millions d'€   | Mercato d'été | Valence CF (Liga BBVA)                    |
| Fernando Gago     | Argentine   | 25  | Milieu             | Prêt              | 1 an (2012)  | -                | Mercato d'été | AS Rome (Série A)                         |
| Royston Drenthe   | Pays-Bas    | 24  | Défenseur / Milieu | Prêt              | 1 an (2012)  | -                | Mercato d'été | Everton (Barclays Premier League)         |

## Les rencontres de la saison

### Matches amicaux
José Mourinho sélectionne 25 joueurs (19 du Real Madrid et 6 du Real Madrid Castilla) pour la tournée aux États-Unis du Real Madrid.
Gardiens : Casillas, Adán, Tomás Mejías et Jesús
Défenseurs : Arbeloa, Ramos, Albiol, Pepe, Varane, Carvalho, Marcelo, Coentrão, Nacho et Casado
Milieux : Xabi Alonso, Khedira, Şahin, Callejón, Granero, Özil et Kaká
Attaquants : Cristiano Ronaldo, Benzema, Jesé et Joselu.
José Mourinho sélectionne 25 joueurs (21 du Real Madrid et 4 du Real Madrid Castilla) pour la suite de la préparation du Real Madrid en Chine.
Gardiens : Casillas, Adán, Tomás Mejías et Jesús
Défenseurs : Arbeloa, Ramos, Albiol, Pepe, Varane, Carvalho, Marcelo, Coentrão et Nacho
Milieux : Xabi Alonso, Khedira, Sahin, Callejón, Granero, Özil, Kaká et Di María
Attaquants : Cristiano Ronaldo, Benzema, Higuaín et Jesé.
| Date            | Adversaire            | Division  | Lieu                                  | Score | Buteurs                                                                    |
| 17 juillet 2011 | Los Angeles Galaxy    | MLS       | Memorial Coliseum, Los Angeles        | 1-4   | Callejón 30e, Joselu 39e, Ronaldo 52e, Benzema 57e                         |
| 21 juillet 2011 | Chivas de Guadalajara | D1        | Qualcomm Stadium, San Diego           | 0-3   | Ronaldo 72e, 75e (pen.), 81e                                               |
| 24 juillet 2011 | Philadelphia Union    | MLS       | PPL Park, Chester                     | 1-2   | Callejón 2e, Özil 13e                                                      |
| 27 juillet 2011 | Hertha Berlin         | D1        | Olympiastadion, Berlin                | 1-3   | Ronaldo 28e (cf.), Benzema 32e, 47e                                        |
| 30 juillet 2011 | Leicester City        | D2        | King Power Stadium, Leicester         | 1-2   | Callejón 43e, Benzema 62e                                                  |
| 3 août 2011     | Guangzhou Evergrande  | D1        | Yuexiushan Stadium, Canton            | 1-7   | Khedira 7e, Özil 31e, Benzema 39e, 48e Ronaldo 56e, Jesé 71e, Di María 83e |
| 6 août 2011     | Tianjin TEDA          | D1        | TEDA Football Stadium, Tianjin        | 0-6   | Kaká 9e (pen.), Di María 14e, Higuaín 68e, Ronaldo 74e, Benzema 80e, 82e   |
| 24 août 2011    | Galatasaray           | D1        | Santiago Bernabéu, Madrid             | 2-1   | Ramos 34e, Benzema 51e                                                     |
| 16 mai 2012     | Koweït                | Sélection | Al Kuwait Sports Club Stadium, Kaifan | 0-2   | Di María 27e, Ronaldo 31e                                                  |

### Supercoupe d'Espagne
| Date       | J.     | Adversaire   | Lieu                      | Score | Buteurs                  |
| ---------- | ------ | ------------ | ------------------------- | ----- | ------------------------ |
| 14/08/2011 | Aller  | FC Barcelone | Santiago Bernabéu, Madrid | 2-2   | Özil 13e, Alonso 54e     |
| 17/08/2011 | Retour | FC Barcelone | Camp Nou, Barcelone       | 3-2   | Ronaldo 20e, Benzema 81e |

### Liga BBVA
| Date       | J.     | Adversaire       | Lieu                           | Score | Buteurs                                                                   |
| ---------- | ------ | ---------------- | ------------------------------ | ----- | ------------------------------------------------------------------------- |
| 28/08/2011 | 1re J. | Real Saragosse   | La Romareda, Saragosse         | 0-6   | Ronaldo 24e, 71e, 87e, Marcelo 28e, Alonso 64e, Kaká 82e                  |
| 10/09/2011 | 2e J.  | Getafe CF        | Santiago Bernabéu, Madrid      | 4-2   | Benzema 14e, 69e, Ronaldo 60e (pen.), Higuaín 89e                         |
| 18/09/2011 | 3e J.  | Levante UD       | Ciutat de València, Levante    | 1-0   |                                                                           |
| 21/09/2011 | 4e J.  | Racing Santander | El Sardinero, Santander        | 0-0   |                                                                           |
| 24/09/2011 | 5e J.  | Rayo Vallecano   | Santiago Bernabéu, Madrid      | 6-2   | Ronaldo 39e, 51e (pen.), 84e (pen.), Higuaín 45e, Varane 67e, Benzema 73e |
| 02/10/2011 | 6e J.  | RCD Espanyol     | Cornellà-El Prat, Barcelone    | 0-4   | Higuaín 17e, 66e, 89e, Callejón 82e                                       |
| 15/10/2011 | 7e J.  | Betis Séville    | Santiago Bernabéu, Madrid      | 4-1   | Higuaín 46e, 70e, 73e, Kaká 59e                                           |
| 22/10/2011 | 8e J.  | Málaga CF        | La Rosaleda, Malaga            | 0-4   | Higuaín 11e, Ronaldo 24e, 28e, 38e                                        |
| 26/10/2011 | 9e J.  | Villarreal CF    | Santiago Bernabéu, Madrid      | 3-0   | Benzema 6e, Kaká 11e, Di María 31e                                        |
| 29/10/2011 | 10e J. | Real Sociedad    | Anoeta, Saint-Sébastien        | 0-1   | Higuaín 9e                                                                |
| 06/11/2011 | 11e J. | CA Osasuna       | Santiago Bernabéu, Madrid      | 7-1   | Ronaldo 23e, 54e (pen.), 58e, Pepe 34e, Higuaín 40e, Benzema 63e, 81e     |
| 19/11/2011 | 12e J. | Valence CF       | Mestalla, Valence              | 2-3   | Benzema 20e, Ramos 72e, Ronaldo 79e                                       |
| 26/11/2011 | 13e J. | Atlético Madrid  | Santiago Bernabéu, Madrid      | 4-1   | Ronaldo 24e (pen.), 82e (pen.), Di María 49e, Higuaín 65e                 |
| 03/12/2011 | 14e J. | Sporting Gijón   | El Molinón, Gijón              | 0-3   | Di María 35e, Ronaldo 65e, Marcelo 90e                                    |
| 10/12/2011 | 15e J. | FC Barcelone     | Santiago Bernabéu, Madrid      | 1-3   | Benzema 1re                                                               |
| 17/12/2011 | 16e J. | FC Séville       | Ramón Sánchez Pizjuán, Séville | 2-6   | Ronaldo 10e, 41e, 86e (pen.), Callejón 37e, Di María 66e, Altıntop 89e    |
| 07/01/2012 | 17e J. | Grenade CF       | Santiago Bernabéu, Madrid      | 5-1   | Benzema 19e, 50e, Ramos 34e, Higuaín 47e, Ronaldo 89e                     |
| 14/01/2012 | 18e J. | RCD Majorque     | Iberostar Estadio, Majorque    | 1-2   | Higuaín 72e, Callejón 84e                                                 |
| 22/01/2012 | 19e J. | Athletic Bilbao  | Santiago Bernabéu, Madrid      | 4-1   | Marcelo 25e, Ronaldo 47e (pen.), 67e (pen.), Callejón 86e                 |
| 28/01/2012 | 20e J. | Real Saragosse   | Santiago Bernabéu, Madrid      | 3-1   | Kaká 32e, Ronaldo 49e, Özil 56e                                           |
| 04/02/2012 | 21e J. | Getafe CF        | Coliseum Alfonso Pérez, Getafe | 0-1   | Ramos 18e                                                                 |
| 12/02/2012 | 22e J. | Levante UD       | Santiago Bernabéu, Madrid      | 4-2   | Ronaldo 45e (pen.), 50e, 57e, Benzema 66e                                 |
| 18/02/2012 | 23e J. | Racing Santander | Santiago Bernabéu, Madrid      | 4-0   | Ronaldo 6e, Benzema 45e, 89e, Di María 73e                                |
| 26/02/2012 | 24e J. | Rayo Vallecano   | Teresa Rivero, Madrid          | 0-1   | Ronaldo 54e                                                               |
| 04/03/2012 | 25e J. | RCD Espanyol     | Santiago Bernabéu, Madrid      | 5-0   | Ronaldo 24e, Khedira 38e, Higuaín 47e, 78e, Kaká 67e                      |
| 10/03/2012 | 26e J. | Betis Séville    | Benito Villamarín, Séville     | 2-3   | Higuaín 25e, Ronaldo 52e, 73e                                             |
| 18/03/2012 | 27e J. | Málaga CF        | Santiago Bernabéu, Madrid      | 1-1   | Benzema 35e                                                               |
| 21/03/2012 | 28e J. | Villarreal CF    | El Madrigal, Vila-real         | 1-1   | Ronaldo 62e                                                               |
| 24/03/2012 | 29e J. | Real Sociedad    | Santiago Bernabéu, Madrid      | 5-1   | Higuaín 6e, Ronaldo 32e, 56e, Benzema 40e, 49e                            |
| 31/03/2012 | 30e J. | CA Osasuna       | Reyno de Navarra, Pampelune    | 1-5   | Benzema 7e, Ronaldo 37e, 70e (cf.), Higuaín 40e, 77e                      |
| 08/04/2012 | 31e J. | Valence CF       | Santiago Bernabéu, Madrid      | 0-0   |                                                                           |
| 11/04/2012 | 32e J. | Atlético Madrid  | Vicente Calderón, Madrid       | 1-4   | Ronaldo 25e (cf.), 68e, 83e (pen.), Callejón 87e                          |
| 14/04/2012 | 33e J. | Sporting Gijón   | Santiago Bernabéu, Madrid      | 3-1   | Higuaín 37e, Ronaldo 74e, Benzema 82e                                     |
| 21/04/2012 | 34e J. | FC Barcelone     | Camp Nou, Barcelone            | 1-2   | Khedira 17e, Ronaldo 73e                                                  |
| 29/04/2012 | 35e J. | FC Séville       | Santiago Bernabéu, Madrid      | 3-0   | Ronaldo 19e, Benzema 48e, 52e                                             |
| 02/05/2012 | 36e J. | Athletic Bilbao  | San Mamés, Bilbao              | 0-3   | Higuaín 16e, Özil 20e, Ronaldo 50e                                        |
| 05/05/2012 | 37e J. | Grenade CF       | Nuevo Los Cármenes, Grenade    | 1-2   | Ronaldo 81e (pen.), Cortés 90e (csc)                                      |
| 13/05/2012 | 38e J. | RCD Majorque     | Santiago Bernabéu, Madrid      | 4-1   | Ronaldo 19e, Benzema 23e, Özil 49e, 58e                                   |

| Rang | Équipe                | Pts | J  | G  | N  | P  | Bp  | Bc | Diff |
| ---- | --------------------- | --- | -- | -- | -- | -- | --- | -- | ---- |
| 1    | Real Madrid V         | 100 | 38 | 32 | 4  | 2  | 121 | 32 | +89  |
| 2    | Barcelone SE SU MC CR | 91  | 38 | 28 | 7  | 3  | 114 | 29 | +85  |
| 3    | Valence               | 61  | 38 | 17 | 10 | 11 | 59  | 44 | +15  |
| 4    | Málaga                | 58  | 38 | 17 | 7  | 14 | 54  | 53 | +1   |
| 5    | Atlético Madrid C3    | 56  | 38 | 15 | 11 | 12 | 53  | 46 | +7   |
| 6    | Levante               | 55  | 38 | 16 | 7  | 15 | 54  | 50 | +4   |
| 7    | Osasuna               | 54  | 38 | 13 | 15 | 10 | 44  | 61 | -17  |
| 8    | Majorque              | 52  | 38 | 14 | 10 | 14 | 42  | 46 | -4   |
| 9    | Séville               | 50  | 38 | 13 | 11 | 14 | 48  | 47 | +1   |
| 10   | Athletic Bilbao       | 49  | 38 | 12 | 13 | 13 | 49  | 52 | -3   |
| 11   | Getafe                | 47  | 38 | 12 | 11 | 15 | 40  | 51 | -11  |
| 12   | Real Sociedad         | 47  | 38 | 12 | 11 | 15 | 46  | 52 | -6   |
| 13   | Bétis Séville P       | 47  | 38 | 13 | 8  | 17 | 47  | 56 | -9   |
| 14   | Espanyol              | 46  | 38 | 12 | 10 | 16 | 46  | 56 | -10  |
| 15   | Rayo Vallecano P      | 43  | 38 | 13 | 4  | 21 | 53  | 73 | -20  |
| 16   | Real Saragosse        | 43  | 38 | 12 | 7  | 19 | 36  | 61 | -25  |
| 17   | Grenade P             | 42  | 38 | 12 | 6  | 20 | 35  | 56 | -21  |
| 18   | Villarreal            | 41  | 38 | 9  | 14 | 15 | 39  | 53 | -14  |
| 19   | Sporting Gijón        | 37  | 38 | 10 | 7  | 21 | 42  | 69 | -27  |
| 20   | Racing Santander      | 27  | 38 | 4  | 15 | 19 | 28  | 63 | -35  |

Qualifications européennes
Ligue des champions 2012-2013
- 1er 2e et 3e : phase de groupes
- 4e : tour de barrages pour non-champions

Ligue Europa 2012-2013
- C3  : phase de groupes
- 6e  : tour de barrages
- Finaliste CR : 3e tour de qualification

Relégation
- 18e, 19e et 20e : relégation en Liga Adelante

Abréviations
 : Tenant du titre

V : Vice-champion 2010-2011

P : Promus de Liga Adelante

SE : Vainqueur de la Supercoupe d'Espagne 2011

SU : Vainqueur de la Supercoupe de l'UEFA 2011

MC : Vainqueur du Mondial des clubs 2011

CR : Vainqueur de la Coupe du Roi 2011-2012

C3 : Vainqueur de la Ligue Europa 2011-2012
Le 2 mai 2012 le Real Madrid est champion d'Espagne.
| Liga BBVA Champion 2011-2012 |
| ---------------------------- |
| Real Madrid 32e Titre        |

### Ligue des Champions

#### Phase de Groupes
| Date       | J.     | Adversaire         | Lieu                       | Score | Buteurs                                                 |
| ---------- | ------ | ------------------ | -------------------------- | ----- | ------------------------------------------------------- |
| 14/09/2011 | 1re J. | Dinamo Zagreb      | Stade Maksimir, Zagreb     | 0-1   | Di María 53e                                            |
| 27/09/2011 | 2e J.  | Ajax Amsterdam     | Santiago Bernabéu, Madrid  | 3-0   | Ronaldo 25e, Kaká 41e, Benzema 49e                      |
| 18/10/2011 | 3e J.  | Olympique lyonnais | Santiago Bernabéu, Madrid  | 4-0   | Benzema 19e, Khedira 47e, Lloris 55e (csc), Ramos 81e   |
| 02/11/2011 | 4e J.  | Olympique lyonnais | Stade de Gerland, Lyon     | 0-2   | Ronaldo 24e (cf.), 69e (pen.)                           |
| 22/11/2011 | 5e J.  | Dinamo Zagreb      | Santiago Bernabéu, Madrid  | 6-2   | Benzema 2e, 66e, Callejón 6e, 49e, Higuaín 9e, Özil 20e |
| 07/12/2011 | 6e J.  | Ajax Amsterdam     | Amsterdam ArenA, Amsterdam | 0-3   | Callejón 14e, 90e, Higuaín 42e                          |

| Rang | Équipe             | Pts | J | G | N | P | Bp | Bc | Diff |  | Résultats (▼ dom., ► ext.) |     |     |     |     |
| ---- | ------------------ | --- | - | - | - | - | -- | -- | ---- |  | -------------------------- | --- | --- | --- | --- |
| 1    | Real Madrid        | 18  | 6 | 6 | 0 | 0 | 19 | 2  | +17  |  | Real Madrid                |     | 4-0 | 3-0 | 6-2 |
| 2    | Olympique lyonnais | 8   | 6 | 2 | 2 | 2 | 9  | 7  | +2   |  | Olympique lyonnais         | 0-2 |     | 0-0 | 2-0 |
| 3    | Ajax Amsterdam     | 8   | 6 | 2 | 2 | 2 | 6  | 6  | 0    |  | Ajax Amsterdam             | 0-3 | 0-0 |     | 4-0 |
| 4    | Dinamo Zagreb      | 0   | 6 | 0 | 0 | 6 | 3  | 22 | -19  |  | Dinamo Zagreb              | 0-1 | 1-7 | 0-2 |     |

#### 1/8 de finale
| Date       | Tour   | Adversaire  | Lieu                      | Score | Buteurs                                      |
| ---------- | ------ | ----------- | ------------------------- | ----- | -------------------------------------------- |
| 21/02/2012 | Aller  | CSKA Moscou | Stade Luzhniki, Moscou    | 1-1   | Ronaldo 28e                                  |
| 14/03/2012 | Retour | CSKA Moscou | Santiago Bernabéu, Madrid | 4-1   | Higuaín 26e, Ronaldo 55e, 90+4e, Benzema 70e |

#### 1/4 de finale
| Date       | Tour   | Adversaire    | Lieu                      | Score | Buteurs                                                      |
| ---------- | ------ | ------------- | ------------------------- | ----- | ------------------------------------------------------------ |
| 27/03/2012 | Aller  | APOEL Nicosie | Stade GSP, Strovolos      | 0-3   | Benzema 74e, 90e, Kaká 82e                                   |
| 04/04/2012 | Retour | APOEL Nicosie | Santiago Bernabéu, Madrid | 5-2   | Ronaldo 26e, 75e (cf.), Kaká 37e, Callejón 80e, Di María 84e |

#### 1/2 finale
| Date       | Tour   | Adversaire    | Lieu                      | Score        | Buteurs                |
| ---------- | ------ | ------------- | ------------------------- | ------------ | ---------------------- |
| 17/04/2012 | Aller  | Bayern Munich | Allianz Arena, Munich     | 2-1          | Özil 53e               |
| 25/04/2012 | Retour | Bayern Munich | Santiago Bernabéu, Madrid | 2-1 (1-3tab) | Ronaldo 6e (pen.), 14e |

Le Real Madrid est éliminé par le Bayern Munich en 1/2 finale.

### Coupe du Roi
| Date       | Tour                  | Adversaire      | Lieu                      | Score | Buteurs                                              |
| ---------- | --------------------- | --------------- | ------------------------- | ----- | ---------------------------------------------------- |
| 13/12/2011 | 1/16e finale (aller)  | SD Ponferradina | El Toralín, Ponferrada    | 0-2   | Callejón 29e, Ronaldo 74e                            |
| 20/12/2011 | 1/16e finale (retour) | SD Ponferradina | Santiago Bernabéu, Madrid | 5-1   | Callejón 25e, 88e, Şahin 45e, Varane 49e, Joselu 79e |
| 03/01/2012 | 1/8e finale (aller)   | Málaga CF       | Santiago Bernabéu, Madrid | 3-2   | Khedira 69e, Higuaín 70e, Benzema 78e                |
| 10/01/2012 | 1/8e finale (retour)  | Málaga CF       | La Rosaleda, Malaga       | 0-1   | Benzema 72e                                          |
| 18/01/2012 | 1/4 finale (aller)    | FC Barcelone    | Santiago Bernabéu, Madrid | 1-2   | Ronaldo 11e                                          |
| 25/01/2012 | 1/4 finale (retour)   | FC Barcelone    | Camp Nou, Barcelone       | 2-2   | Ronaldo 68e, Benzema 72e                             |

Le Real Madrid est éliminé par le FC Barcelone en 1/4 de finale.